# Feuille d'images
Feuille d'images est une suite pour piano à quatre mains, composée par Louis Aubert en 1930, orchestrée en 1932.

## Composition
Louis Aubert compose Feuille d'images pour piano à quatre mains en 1930, et il l'orchestre en 1932.

## Présentation
L'œuvre est en cinq mouvements, présentés comme « cinq pièces enfantines » :
1. Confidence — Lent et grave ( = 56) en ut majeur, à 
 ;
2. Chanson de route — Avec entrain ( = 144) en sol majeur, à 
 ;
3. Sérénade — Allegretto ( = 54) en ré majeur, à 
 ;
4. Des pays lointains… — Assez lent ( = 48) sur un mode non tonal, à 
 ;
5. Danse de l'ours en peluche — Goguenard et pesant ( = 104) sur un mode non tonal, à 
.

La durée d'exécution est d'un peu moins de quinze minutes.

## Orchestration
L'orchestre comprend 2 flûtes (la 2e jouant aussi du piccolo), 2 hautbois (le 2e jouant aussi du cor anglais), 2 clarinettes en Si  et 2 bassons (le 2e jouant aussi du contrebasson), pour les pupitres des vents. Les cuivres comptent 4 cors en Fa, 2 trompettes en Ut et un trombone. La percussion comprend la harpe, le célesta et les timbales, les cymbales, le glockenspiel, le tambour de basque, la caisse claire et la grosse caisse. Le quintette à cordes classique est composé des premiers violons, seconds violons, altos, violoncelles et contrebasses.

## Analyse
En 1960, l'historien de la musique Paul Pittion mentionne Feuille d'albums, « pièces gracieuses qui, orchestrées, ont gardé leur caractère de divertissement enfantin ». Avec la Chanson de route, « pleine de gaieté et d'insouciance, nous atteignons des contrées exotiques qui sentent bon l'Espagne ».
En 1987, Louis Aubert est absent du Guide de la musique de piano réalisé sous la direction de François-René Tranchefort. Son œuvre est progressivement redécouverte au début du XXIe siècle.

## Discographie

### Piano à quatre mains
- Jean-Pierre Armengaud — Louis Aubert, Sillages..., Sonate pour violon et piano (avec Alessandro Fagiuoli), Habanera et Feuille d'images (pour piano à quatre mains, avec Olivier Chauzu), Grand Piano GP 648, Paris, 14-15 mars 2014 (premier enregistrement mondial).

### Orchestre
- Louis Aubert, Offrande, Cinéma, Dryade, Feuille d'images, Le Tombeau de Chateaubriand par l'Orchestre philharmonique de Rhénanie-Palatinat, sous la direction de Leif Segerstam, Naxos Patrimoine 8.550887, Philharmonie hall de Ludwigshafen, les 9 mars et 6-7 décembre 1989 (premier enregistrement mondial).